# Mycetophila fueguina
Mycetophila fueguina är en tvåvingeart som beskrevs av Duret 1980. Mycetophila fueguina ingår i släktet Mycetophila och familjen svampmyggor. Inga underarter finns listade i Catalogue of Life.